# František Josef z Auerspergu
František Josef kníže z Auerspergu (německy Franz Joseph Maria Emanuel, 20. října 1856 Vídeň – 19. listopadu 1938 Slatiňany) byl rakouský šlechtic ze štýrského rodu Auerspergů. Působil v císařské armádě jako nadporučík u dragounů, zasloužil po vzoru svého otce Vincence Karla o pokračování průmyslově-zemědělského rozvoje obce Slatiňany. Nechal zde v roce 1877 postavit továrnu na umělá hnojiva, v roce 1901 parní pilu a v roce 1903 lihovar. V roce 1912 nechal také znovuvybudovat rodinnou hrobku ve Žlebech.

## Rodina
František Josef byl druhorozený syn (starší bratr princ Karel zemřel v necelých dvou letech) Vincence Karla, knížete z Auerspergu (15. července 1812 – 7. července 1867) a Vilemíny Josefiny, hraběnky z Colloredo-Mannsfeldu (26. července 1826 – 19. prosince 1898). Po svém otci zdědil ještě jako desetiletý v roce 1867 panství Nasavrky (včetně Slatiňanského zámku, pivovaru a nově vybudovaného cukrovaru), Žleby (se zámkem) s Tupadly a Dolní Kralovice (zámek a pivovar).

### Manželství a potomstvo
František Josef si 10. ledna 1878 vzal za manželku Vilemínu, hraběnku Kinskou z Vchynic a Tetova (5. dubna 1857 ve Vídni – 1. října 1909 ve Slatiňanech), dceru Ferdinanda, 7. knížete Kinského z Vchynic a Tetova a měl s ní 5 dětí:
- Kristina (Christiane), princeznu z Auerspergu (25. listopadu 1878, Slatiňany – 16. května 1945, Karlslust), manžel 1903 Klemens z Croÿ (31. března 1873, Gars am Kamp – 23. listopadu 1926, Vídeň)
- dvojčata:
  - Vincenc (Vincenz), prince z Auerspergu (15. ledna 1880, Vídeň – 10. července 1919, tamtéž)
  - Marie, princeznu z Auerspergu (15. ledna 1880, Vídeň – 6. května 1960, tamtéž), která si vzala Karla Josefa, hraběte z Trauttmansdorffu-Weinsbergu (5. února 1872, Oberwaltersdorf, Dolní Rakousy – 1. dubna 1951, Ruden)
- Karolína (Caroline), princeznu z Auerspergu (27. června 1885, Slatiňany – 2. července 1907, Vídeň)
- Ferdinand (18. dubna 1887, Slatiňany – 13. listopadu 1942, Vídeň)